# Jan Jeltsch
Jan Jeltsch (10. ledna 1756, Nepomyšl – 15. prosince 1822, Postoloprty) byl český katolický kněz, děkan v Postoloprtech a čestný kanovník litoměřické kapituly.

## Život
Jeltschovo narození v Nepomyšli uvádí příslušná matrika. Na kněze byl vysvěcen 3. dubna 1779. Jako kněz byl v roce 1802 jmenován osobním děkanem v Lovosicích a sekretářem generálního vikariátu (dnes litoměřický vikariát). V roce 1803 se stal okrskovým vikářem generální vikariátu (litoměřického). Zároveň se stal čestným kanovníkem litoměřické kapituly a duchovním správcem katedrály sv. Štěpána v Litoměřicích.
Byl jmenován čestným konsistorním radou a inspektorem národních (základních) škol.
V roce 1811 byl jmenován děkanem v Postoloprtech a stal se zároveň okrskovým vikářem lounského vikariátu.